# Podoscypha bolleana
Podoscypha bolleana är en svampart som först beskrevs av Jean François Montagne, och fick sitt nu gällande namn av Boidin 1960. Podoscypha bolleana ingår i släktet Podoscypha och familjen Meruliaceae.   Inga underarter finns listade i Catalogue of Life.